# Portato
Portato (van het Latijnse 'portare' = dragen, dus letterlijk "gedragen") is een articulatiewijze in de uitvoering van muziek, genoteerd door een boog over de betrokken noten en een staccatoteken op elk van de noten. Ook wordt wel een lang streepje boven de noten geschreven.

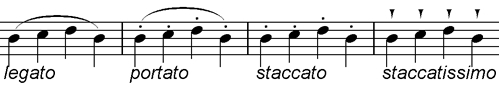
Notatie van de verschillende articulaties. De rechter notatie wordt ook wel spiccato genoemd

Portato is een vorm van ongebonden spelen, ofwel non-legato, waarbij de tonen net iets korter worden gespeeld dan hun genoteerde nootlengte doet vermoeden. Men noemt portato ook wel gearticuleerd legato of mezzo-staccato. De noten behouden ongeveer driekwart van de waarde, in tegenstelling tot het reguliere staccato, dat uitgaat van de helft. 